# Syria
 Ikke at forveksle med Den moderne stat Syrien.
Syria var en romersk provins annekteret i 64 f.Kr. af Pompejus som en konsekvens af hans militære tilstedeværelse efter den tredje mithridatiske krig. Det forblev under romersk, og derefter byzantinsk, styre i syv århundreder indtil 637, hvor det faldt til Rashidun-kalifatet.